# 府中市立府中学園
府中市立府中学園（ふちゅうしりつふちゅうがくえん）は、広島県府中市にある公立の義務教育学校である。なお「府中学園」は、府中市立府中小学校・府中中学校との小中一貫校時の愛称でもあった。

## 概要
府中市旧市街地のほぼ中心付近に位置する。文部科学省エコスクールパイロット･モデル事業認定校。
府中市立第二中学校（府中市元町501）として開校した当校は、その敷地南西側にあったJT府中工場が2002年に撤退したことに伴い、元々の校地とその跡地を利用して小中一貫校を整備し、府中市立東小学校・西小学校・広谷小学校・岩谷小学校の小学校4校と第二中の中学校1校を統合した「府中学園」として2008年4月に再開校した。
2010年度BCS賞受賞、同年度日本建築学会作品選奨受賞。
2017年4月、義務教育学校へ移行した。

## 沿革

### 府中市立第二中学校
- 1949年（昭和24年）4月：中学校再編成により，府中町立中学校と広谷村立中学校が合併し，府中町外五ヶ村学校組合立府中第二中学校となる。
- 1954年（昭和29年）3月：府中市立第二中学校と校名変更
- 1962年（昭和37年）10月：鉄筋四階建て本館（旧）落成
- 1976年（昭和51年）12月：体育館（旧）移転改築落成
- 1977年（昭和52年）9月：プール（旧）移転落成
- 1977年（昭和52年）10月：一号館増築落成
- 1978年（昭和53年）8月：二号館増築落成
- 1983年（昭和58年）1月：二号館増築落成
- 1985年（昭和60年）8月：一号館窓枠・便所改修
- 2003年（平成15年）5月 - 8月：南側県道拡張の為，バックネット及び塀改修
- 2007年（平成19年）9月：近隣の日本たばこ産業府中工場跡地に校舎へ移転。

### 府中市立府中学園
- 2008年（平成20年）4月：小中一体型の府中学園　府中市立府中小学校・府中市立府中中学校として開校。府中小学校は、東小・西小・広谷小・岩谷小を統合したもの。府中中学校は、第二中学校を名称変更したもの。
- 2017年（平成29年）4月：義務教育学校となる。名称を府中市立府中学園と改める[5]。

## 構造
南西側の旧JT敷地が現在の校舎、北東側の旧第二中敷地が現在の体育館棟にあたる。敷地面積は、南側が27,569 m2、北側が20,845 m2。
鉄筋コンクリート構造一部鉄骨造。階数は地上3階、塔屋1階。校舎地には小中学校それぞれの校舎・中庭を置き、その2つの間を共用スペースとして図書館やプールが置かれている。体育館棟は校舎地から府中学園（中）交差点の対角線上に位置しており、32 mの通路（歩道橋）で結んでいる。
設計は日本設計、施工は大成建設・関電工・三機工業JV。

## 中学校の部活動

### 運動部
- 陸上部
- サッカー部
- 野球部
- バレーボール部（女子）
- バスケットボール部（男子）
- バスケットボール部（女子）
- 卓球部（男子）
- 卓球部（女子）
- テニス部（男子）
- テニス部（女子）
- ソフトボール部（女子）

### 文化部
- 吹奏楽部
- 美術部

## 通学区域
- 府中町、出口町、本山町、元町、鵜飼町、桜が丘、目崎町、上山町、荒谷町[7]

## 著名な出身者
府中市立第二中学校
- 片岡光宏（元プロ野球選手）
- 柳憂怜（たけし軍団、俳優）
- 森友嵐士（T-BOLAN）
- 安藤雅司（アニメーター）

## 交通アクセス
- 西日本旅客鉄道（JR西日本）福塩線府中駅から北へ約0.5 km。
- 国道486号から府中町南交差点で北に入り，府中町交差点で東に向かい，市立図書館交差点で北へ0.3 km。

## 参考資料
- 府中市立第二中学校 - ウェイバックマシン（2006年5月4日アーカイブ分）